# Siljengojaureh (Frostvikens socken, Jämtland, 721488-143975)
Siljengojaureh är en sjö i Strömsunds kommun i Jämtland och ingår i Ångermanälvens huvudavrinningsområde.